# رومولوس دوتشارم
رومولوس دوتشارم هو سياسي كندي، ولد في 4 نوفمبر 1886 في Sainte-Élizabeth-de-Warwick ‏ في كندا، وتوفي في 15 فبراير 1976 في لاتاك في كندا. نشط حزبياً في Action libérale nationale ‏. وقد انتخب عضو الجمعية الوطنية في كيبك ‏.